# Аралія висока
Аралія висока, також аралія маньчжурська, шип-дерево, чортове дерево (Aralia elata або A. mandshurica) — багаторічна рослина родини аралієвих (Araliaceae).
В 2023 році, згідно наказу Міністра захисту довкілля та природних ресурсів України № 695/39751 від 05.05.2023 року включена до "Переліку чужорідних видів дерев, заборонених у відтворенні лісів", з відповідною забороною використовувати її для створення та відновлення лісів та полезахисних смуг в Україні.

## Опис
Листопадних колючий кущ чи невисоке дерево з прямим стовбуром із великими шипами. Висота становить 1,5 — 5 м (у культурі досягає 12-15 м). Листки великі (довжина до 1 м), чергові, перистоскладні чи двічіперистоскладні. Квітки дрібні, білі або кремові, у зонтиках, зібраних у верхівкові волоті. Довжина суцвіть сягає 45 см. Плід — соковита синьо-чорна кістянка. Цвіте аралія у липні-серпні, дозріває у вересні-жовтні. Плодоносить щороку.

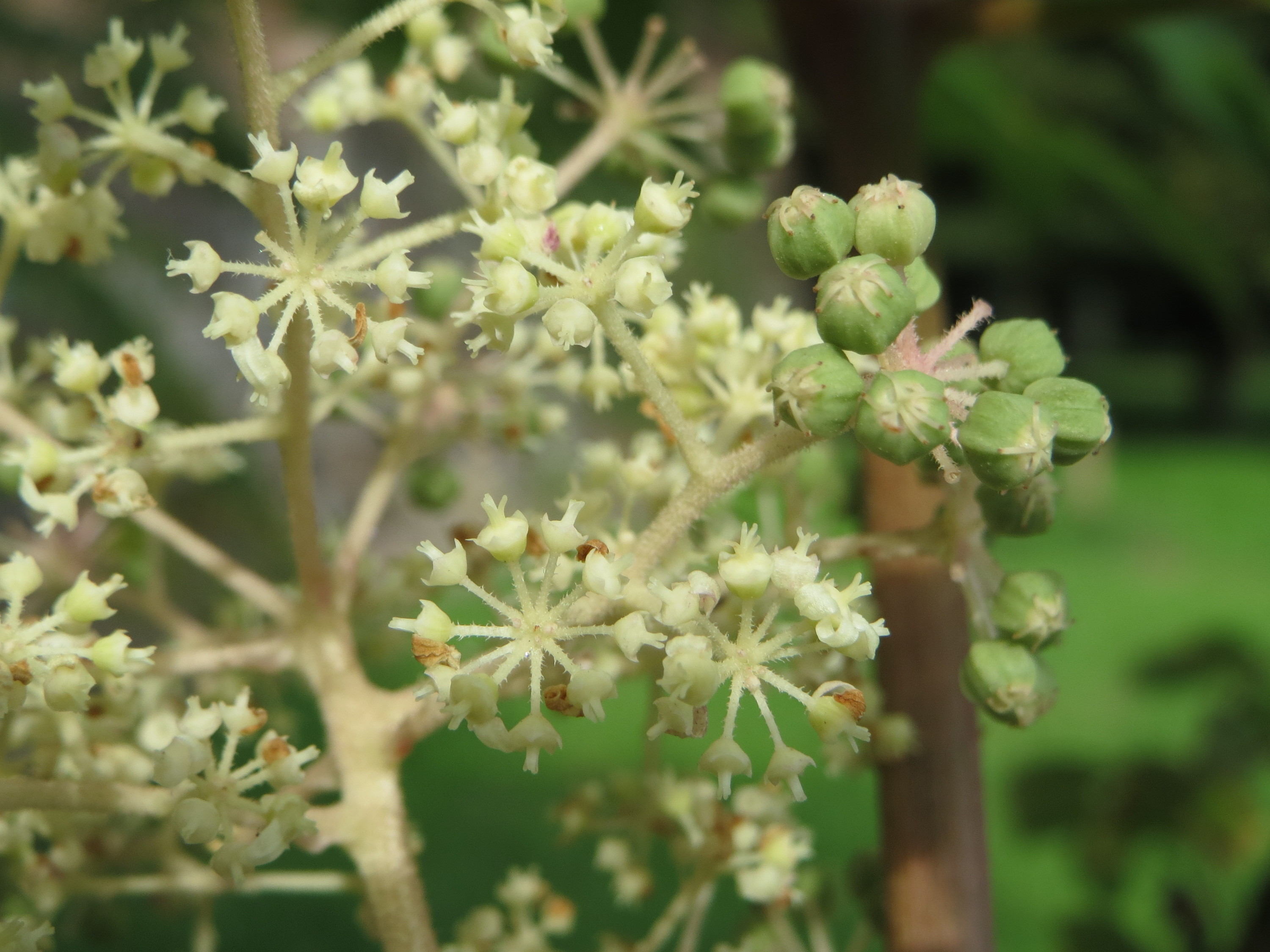
Квіти
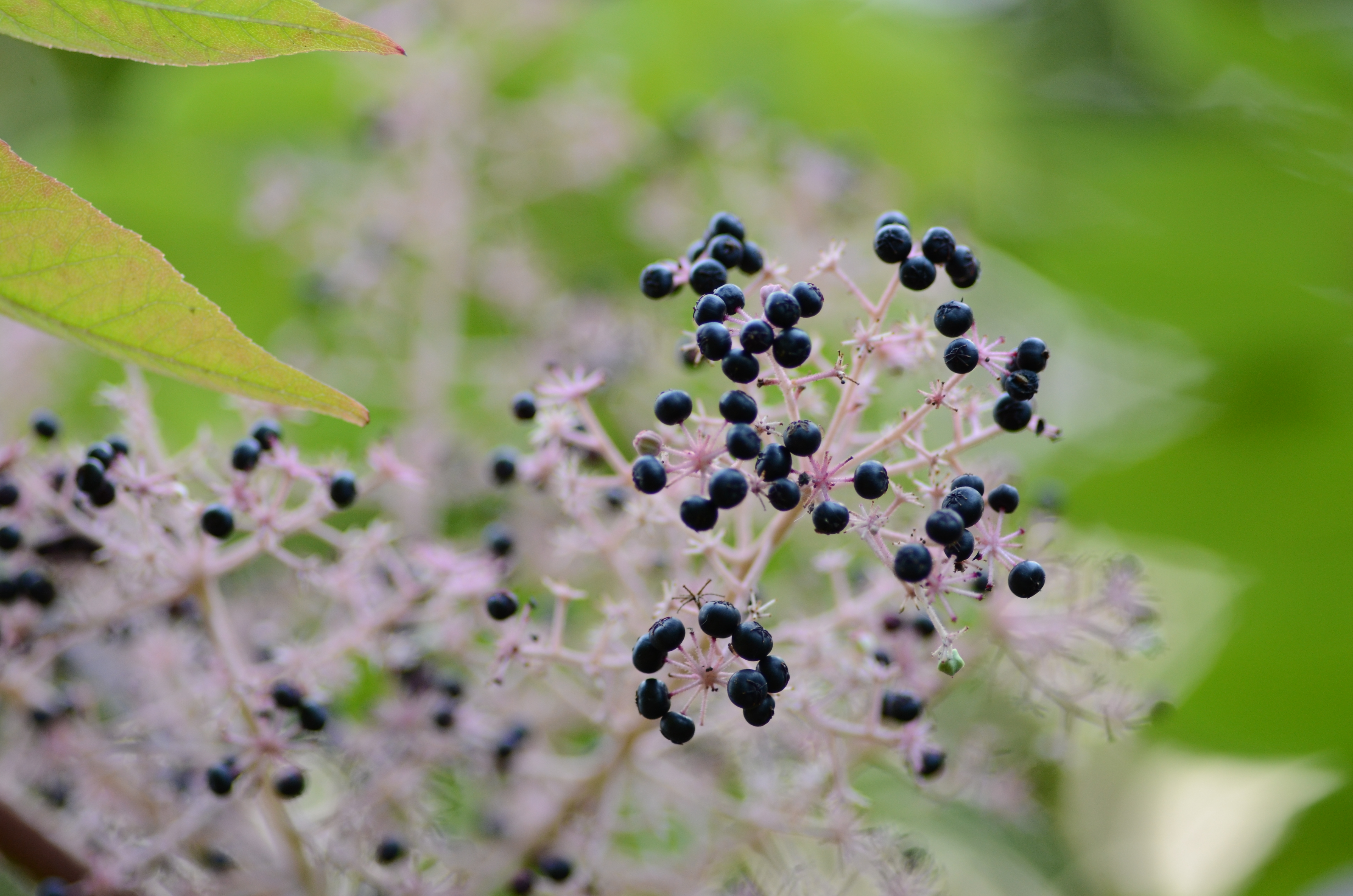
Плоди

## Поширення
Росте у Примор'ї та південній частині Приамур'я поодиноко або групами на старих згарищах, вирубках та інших освітлений місцях, а також у хвойних та мішаних лісах. В Україні вирощується у ботанічних садах та дендропарках.

## Використання
З лікувальною метою використовуючи коріння аралії, зібране пізно восени чи рано навесні. З нього готують спиртову настойку і препарат сапарал. Настойка аралії виявляє загальнозміцнювальну дію: поліпшує стан хворих після тяжких захворювань, стимулює роботу серцево-судинної і центральної нервової систем.
Аралія — добрий медонос: медова продуктивність рослини на Далекому Сході досягає 25-30 кг з 1 га.

### У харчуванні
У Японії пагони називають тара-но-ме і їдять навесні. Їх збирають з кінця гілок і обсмажують у клярі темпури. В Кореї молоді пагони називаються дуреап (두릅), а рослина називається dureupnamu (두릅 나무, «дерево дуреап»). Молоді пагони збирають протягом місяця, з початку квітня до початку травня, коли вони м'які і запашні. У корейській кухні пагони зазвичай їдять бланшировані як намул, мариновані як джангаджи, паніровані як джеонг, або смажені як бугак.

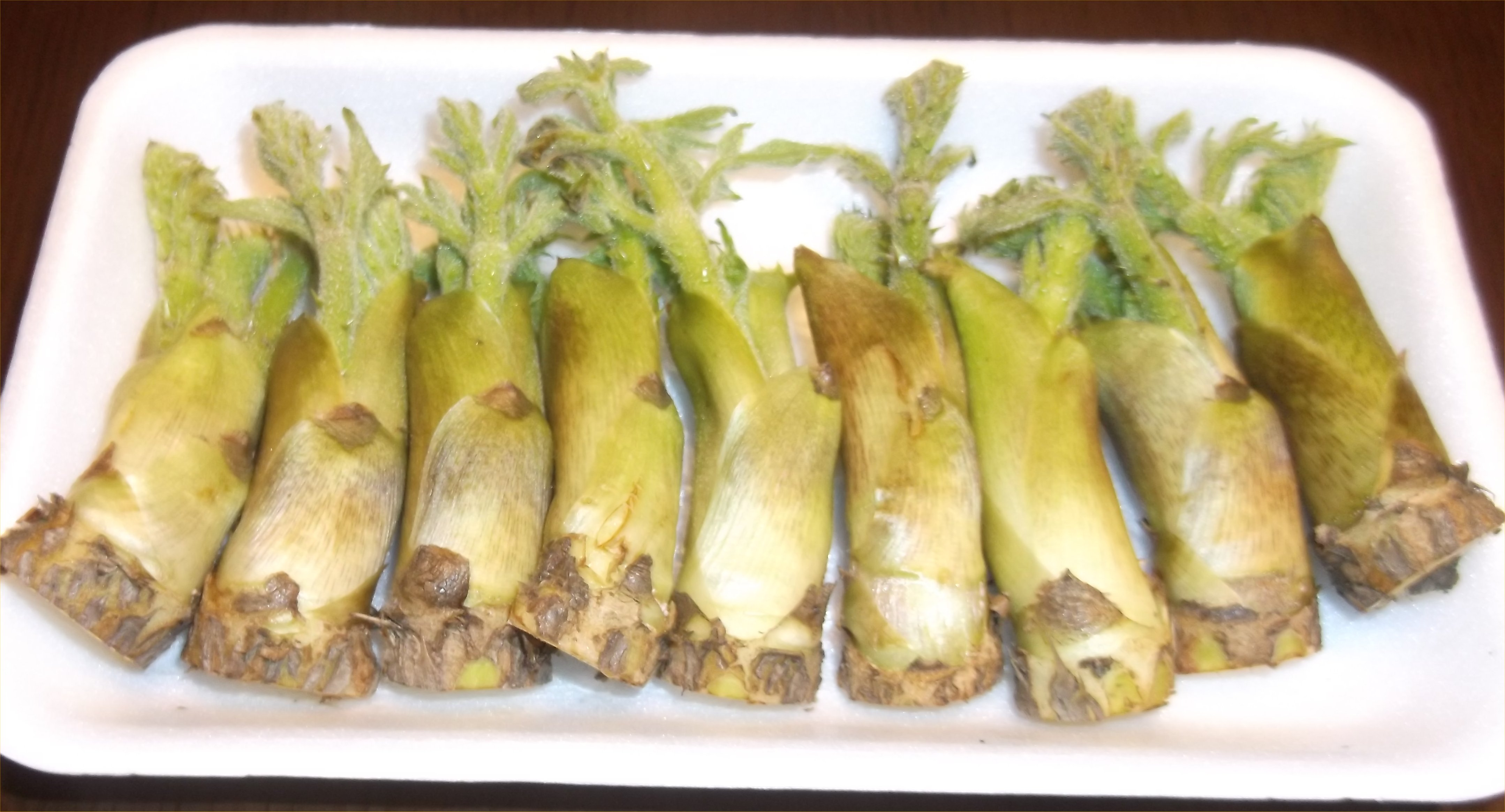
Тара-но-ме на тарілці
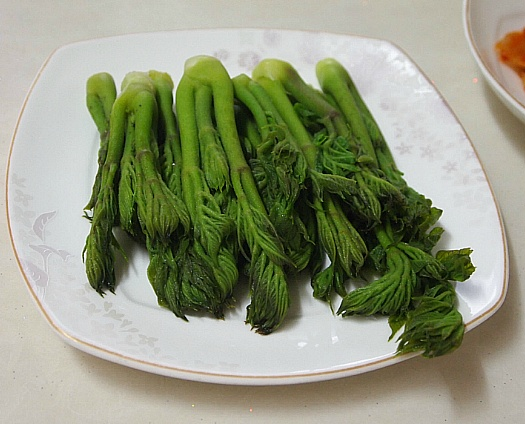
Сукхе з дуреапа (бланшировані пагони)
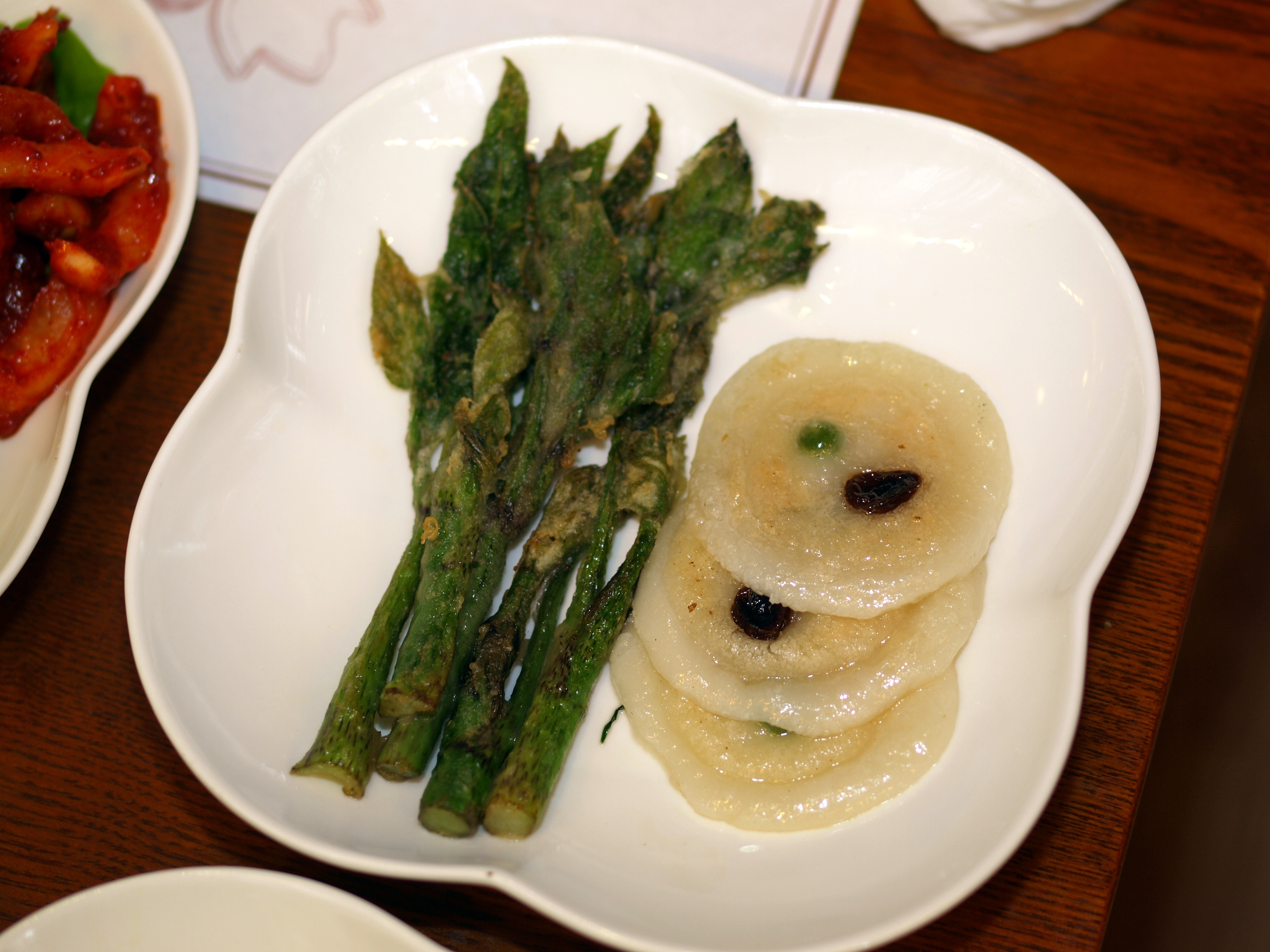
Бугак з дуреапа (пагони в фритюрі) та бучімгае з клейкого рису
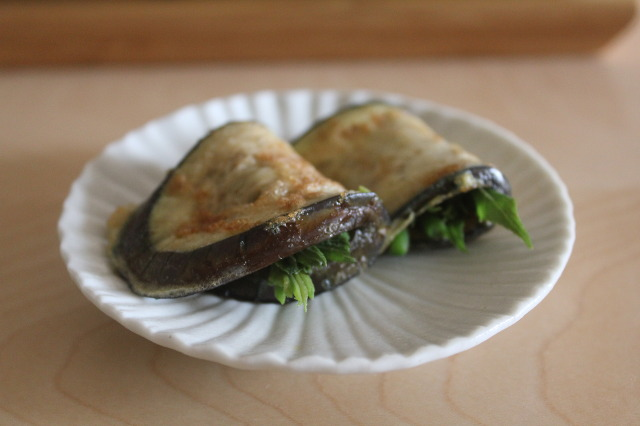
Джеонг з дуреапа та баклажанів
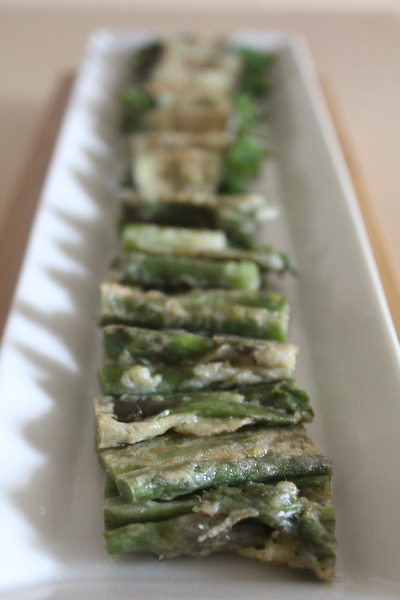
Джеонг з дуреапа та баклажанів
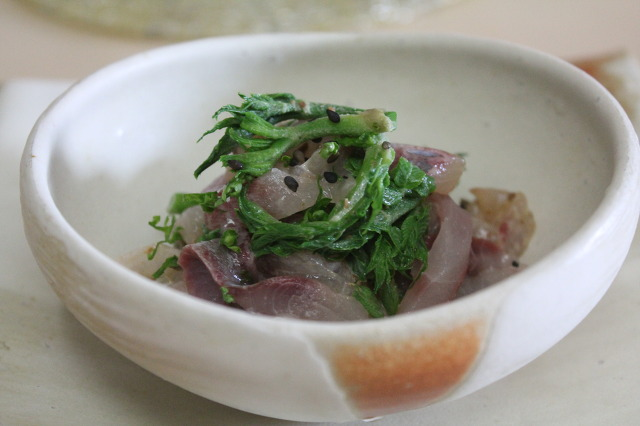
салат з риби Лобань, дуреапу, твенджану, майонезу, та намуль